# Bartolomeo Marliani
Giovanni Bartolomeo Marliano (1488-26 juillet 1566) est un antiquaire et topographe italien, surtout connu pour son étude de la topographie de la Rome antique, en particulier ses sept volumes de Antiquae Romae topographia. Publié pour la première fois en 1534 et réédité neuf fois, il est resté le traité de référence en la matière jusqu'au XVIIIe siècle. Il perd un débat avec Pirro Ligorio à propos de l'emplacement du Forum Romain, mais qui s'est révélé exact par la suite.

## Biographie

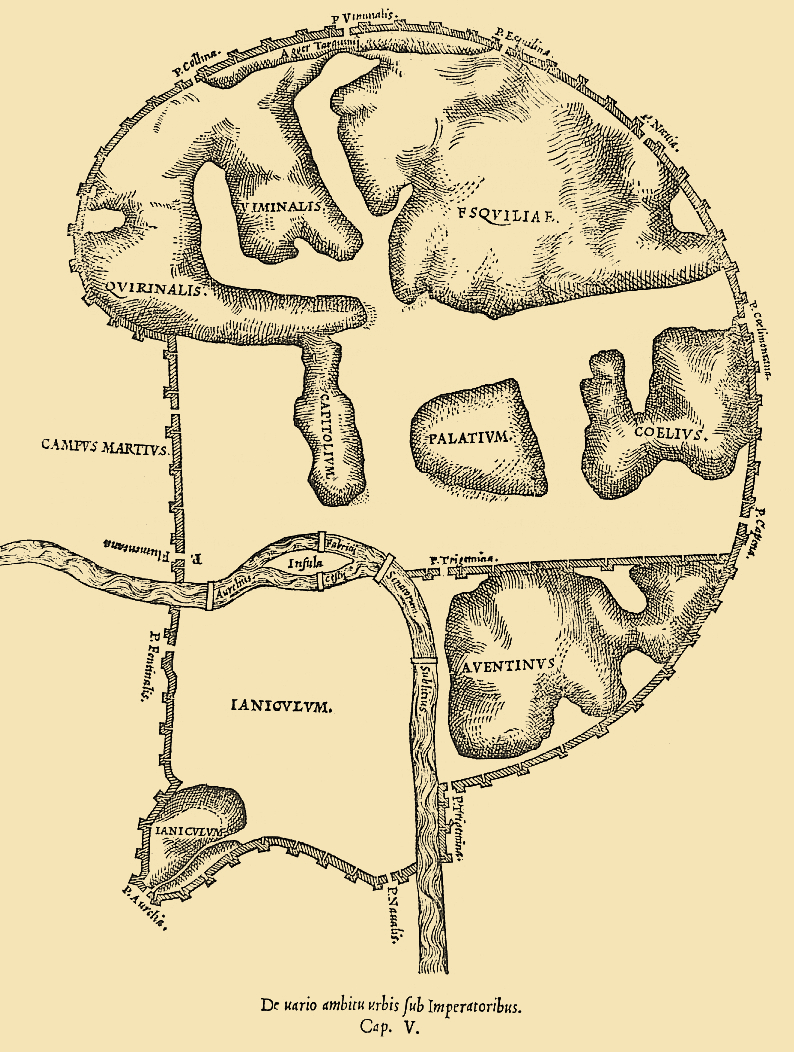
Plan de Rome tiré de l'édition de 1544 de Topographia Antiquae Romae.

Fils de Gabriele Marliani et né à Robbio, Bartolomeo Marliano étudie le grec ancien à Milan avec Stefano Negri, un élève de l'humaniste grec Démétrios Chalcondyle. Il poursuit ses études à l'université de Padoue, où il rencontre également le futur cardinal Giovanni Morone. Peu avant 1525, il s'installe à Rome, où il est fait chevalier de l'Ordre de Saint-Pierre par le pape Paul III. Après 1544, Marliani s'éloigne de la cour papale pour se consacrer entièrement à ses études. Il devient frère augustinien et s'installe à la Tour Sanguigna près de Sant'Agostino dans le Campo Marzio. En 1549, il publie Consulum, dictatorum..., une édition des Fasti Capitolini, découverte deux ans plus tôt dans le Forum Romain - cet ouvrage compte neuf éditions, dont celle de Francesco Robortello, publiée en 1555 à Venise avec un supplément d'extraits de l'éditeur.
Outre ses études topographiques, Marliani publie plusieurs ouvrages sur les écrivains de la Grèce antique. En 1545, il édite un texte de Sophocle et lègue à la bibliothèque de Sant'Agostino (la future bibliothèque Angelica) des manuscrits de l’Iliade et de l’Odyssée ainsi que des œuvres d'Aristophane, de Pindare, de Strabon, de Lucien, d'Apollonios de Rhodes et d'autres auteurs de la Grèce antique. Un document datant de 1560 montre qu'il appartenait à la Confraternita degli orfani e delle orfane, une institution caritative qui s'occupait des orphelins des deux sexes soutenue par le cardinal Giovanni Morone, avec un collègue de Marliani. Il a également fondé la Compagnia di S. Apollonia qui, en janvier 1566, quelques mois après la mort de Marliani à Rome, fut confirmée par une bulle papale du pape Pie V.

## Le topographe de l’ancienne Rome

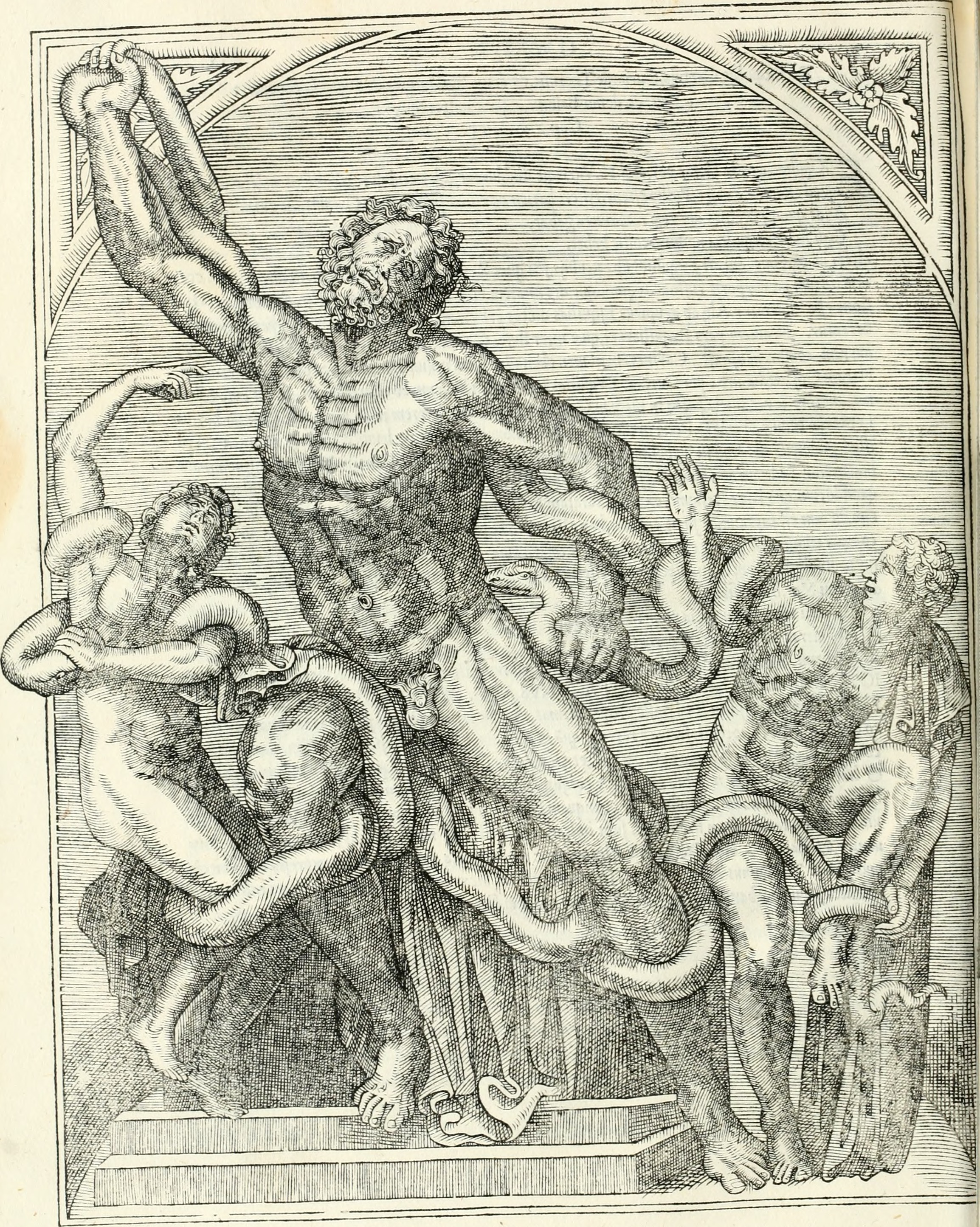
Gravure du Laocoon issue de l'édition de 1544 de Antiquae Romae topographia

A Rome, en 1534, Bartolomeo Marliano publie Topographia antiquae Roma en le dédiant au cardinal Giovanni Domenico De Cupis. Il s'est appuyé sur une analyse minutieuse de la littérature et de l'épigraphie antiques, ainsi que sur les résultats de fouilles contemporaines. La première édition de l'ouvrage comprend plusieurs erreurs, que son auteur attribua à son absence lors de l'impression, mais il fut  accueilli avec enthousiasme et réédité plusieurs fois, des extraits apparaissant également dans plusieurs autres ouvrages et éditions d'auteurs anciens tels que Tite-Live, Salluste et Florus. Le travail de l'humaniste constitue une avancée dans la cartographie de la Rome antique grâce aux trois xylographies qui montrent l’évolution des enceintes jusqu’à Aurélien et aux reproductions des statues. Les éléments architecturaux sont en revanche empruntés à Sebastiano Serlio
La même année, François Rabelais édite une version corrigée dédiée au cardinal Jean du Bellay et estampillée du lion de l'éditeur et humaniste Sébastien Gryphe. En 1538, Thomas Platter ajoute un extrait de l'ouvrage à son édition des ouvrages topographiques de Pomponio Leto et du Publio Vittore (en réalité, un nom de plume pour Platter). En 1544, Marliani réédite l'ouvrage en y ajoutant des plans, des vues et des coupes de bâtiments anciens. Les éditions suivantes reprennent sur cette deuxième édition. Une traduction en italien par Ercole Barbarasa est publiée en 1548 et jusqu'au XVIIIe siècle, l'œuvre de Marliani est réimprimée en Italie et dans d'autres pays.
L'ouvrage situe avec précision le Forum Romain, mais cet aspect est occulté par un débat acharné avec Pirro Ligorio, qui, selon les termes de Christian Hülsen, est « un architecte célèbre ... mais en tant qu'antiquaire [seulement] un ambitieux dilettante ». Ligoro publie ainsi en 1553 un libelle édité à Venise chez Michele Tramezzino dans lequel il attaque les positions de Marliani et soutient les interprétations philologiques de son ami Benedetto Egio, ce dernier n'hésitant pas à falsifier comme lui des inscriptions épigraphiques. Ligorio situe ce monument entre le Campidoglio et le mont Palatin. Son opinion prévalut jusqu'à ce que les fouilles du début du XIXe siècle confirment les assertions de Marliani.

## Publications
- Topographia antiquae Roma, Lyon, 1534 (avec une préface de François Rabelais)
- Urbis Romae Topographia, Rome : Valerii Dorici Aloisii fratris, 1544
- Hoc libello haec continentur Sophoclis tragici poetae vita non prius in lucem edita. Eiusdem poetae sententiae pulcherrimae, Rome, 1545
- Consulum, dictatorum, censorumque romanorum series, una cum ipsorum triumphis, quae marmoribus scalpta in foro reperta est, Venise : J. Gryphius, 1555